# Oybin
Oybin este o stațiune balneară în Sudeții Germaniei, în partea de est a landului Saxonia, la hotar cu Cehia. Are 1,4 mii de locuitori. Localitatea a fost fondată în anul 1256. Oybinul devine popular ca stațiune balneară și montană de la finele sec. XIX. Printre monumentele de arhitectură se remarcă biserică în stil baroc (1734) și ruinile castelului Oybin (sec. XV). Din anul 1994 comuna include și localitatea Lückendorf, situată în masivul Zittau al Sudeților.